# 忠州博物馆
忠州博物馆（英語：Zhongzhou Museum）是一座位于重庆忠县的博物馆。

## 历史
2019年5月18日建成开馆，位于重庆市忠县白公街道白公路28号。建筑面积15,000平方米，展厅面积6,000平方米，馆藏文物2万余件。

## 营业时间
- 周二至周日：上午九点至下午五点
- 周一闭馆